# Cyrus Cline

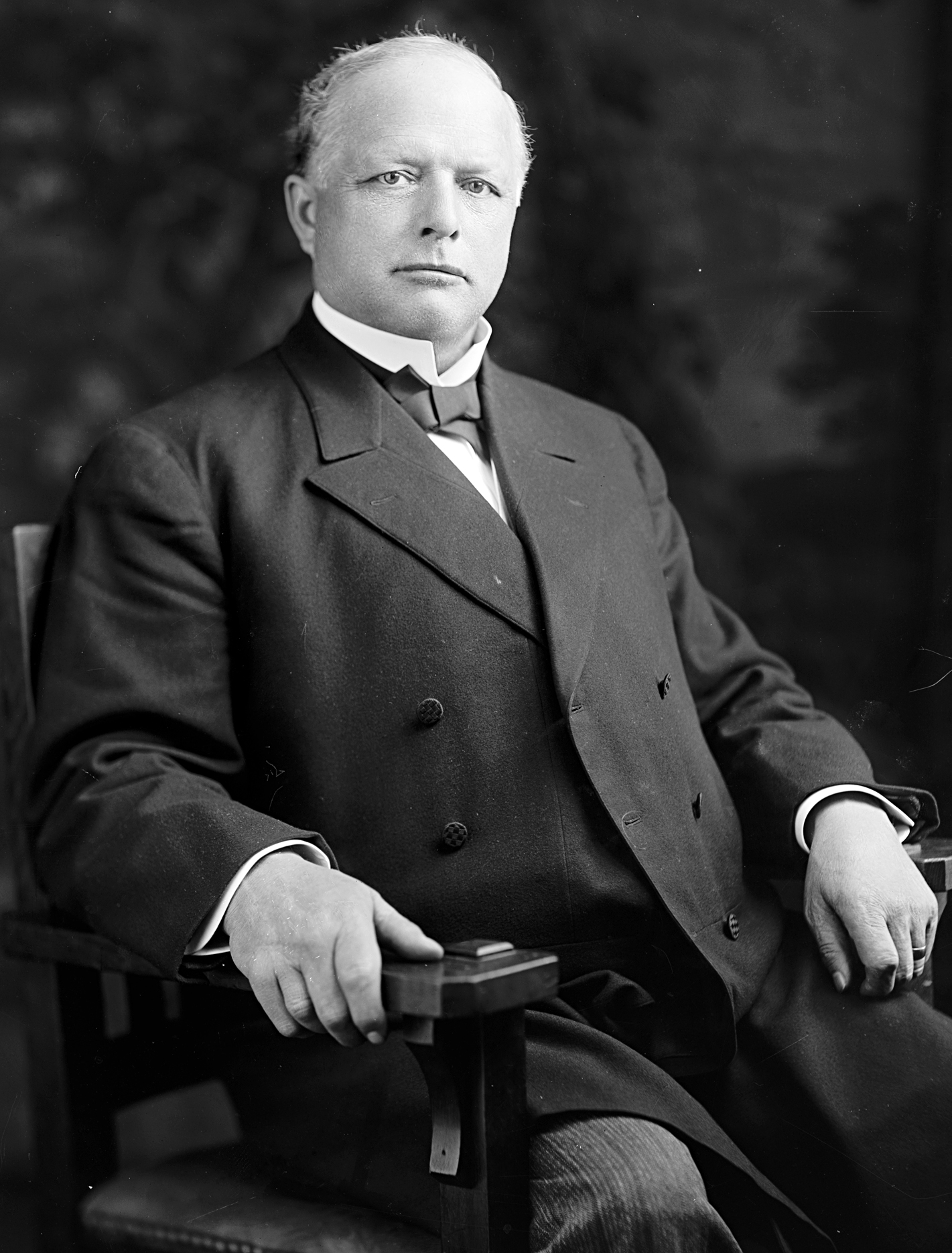
Cyrus Cline

Cyrus Cline (* 12. Juli 1856 bei Mansfield, Ohio; † 5. Oktober 1923 in Angola, Indiana) war ein US-amerikanischer Politiker. Zwischen 1909 und 1917 vertrat er den Bundesstaat Indiana im US-Repräsentantenhaus.

## Werdegang
Bereits im Jahr 1858 kam Cyrus Cline mit seinen Eltern in das Steuben County in Indiana, wo sich die Familie in der Nähe des Ortes Angola niederließ. Er besuchte die öffentlichen Schulen seiner neuen Heimat einschließlich der Angola High School. Danach studierte Cline bis 1876 am Hillsdale College in Michigan. Zwischen 1877 und 1883 war er Schulrat im Steuben County. Nach einem Jurastudium und seiner Zulassung als Rechtsanwalt begann er ab 1884 in Angola in diesem Beruf zu arbeiten. Gleichzeitig schlug er als Mitglied der Demokratischen Partei eine politische Laufbahn ein.
Bei den Kongresswahlen des Jahres 1908 wurde Cline im zwölften Wahlbezirk von Indiana in das US-Repräsentantenhaus in Washington, D.C. gewählt, wo er am 4. März 1909 die Nachfolge von Clarence C. Gilhams antrat. Nach drei Wiederwahlen konnte er bis zum 3. März 1917 vier Legislaturperioden im Kongress absolvieren. Im Jahr 1913 wurden der 16. und der 17. Verfassungszusatz ratifiziert. Zwischen 1911 und 1913 war Cline Vorsitzender des Ausschusses zur Überwachung der Ausgaben für öffentliche Liegenschaften.
1916 unterlag Cline dem Republikaner Louis W. Fairfield. In den folgenden Jahren praktizierte er wieder als Anwalt in Angola, wo er am 5. Oktober 1923 starb.